# ケイト・セッションズ

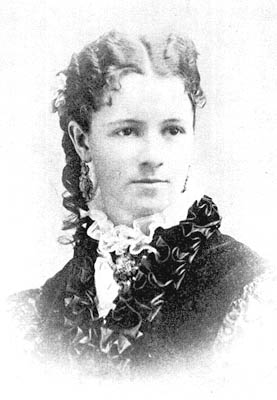

ケイト・セッションズ（Kate Sessions）ことキャサリン・オリビア・セッションズ（Katherine Olivia Sessions、1857年11月8日 - 1940年3月）は、アメリカ合衆国の環境活動家および造園家。サンディエゴ市内の緑化に取り組み「サンディエゴの庭師」の異名をとる。

## 略歴
1857年11月8日、サンフランシスコのノブ・ヒルに生まれた。 オークランドの高校卒業後、ハワイですごし、ビジネスカレッジに短期間籍を置いた。科学を学ぼうと1877年にカリフォルニア大学バークレー校に進学し、1881年に卒業した。卒業論文は "女性の労働のためのフィールドとしての自然科学"と題した。
園芸は1884年にサンディエゴとサンガブリエルで教育を受け、短期に学んだ後にサンディエゴに戻った。1885年、サンディエゴの圃場の購入を前提に新たなベンチャーのパートナーとして、植木生産販売会社ソロンブレイズデルに入社する。
彼女は、フラワーショップ、コロナド、シティパーク、ミッションヒルズとパシフィックビーチの圃場承継の所有者として、造園、植物の紹介販売を行った。カリフォルニア州だけでなく国内での園芸界の中心人物となった。
彼女は1906年にカリフォルニアガーデンに関する新聞記事や、サンディエゴ花協会の公表の記事を出版した。
1915年に市の学校のための農業や造園の管理者を選任し、彼女が小学生に園芸と植物学を教え、年度中に別の学校からの旅行、学校の庭園を監修した。
園芸の分野でリーダーとして彼女は認識され知識と評判を広める。植物導入の彼女の仕事は国際的認知を獲得し、1939年に、彼女はアメリカのフランクN.マイヤー・メダルを授与された。 このとき彼女は賞を受賞した最初の女性だった。
ケイトの遺産はバルボアパーク内にあるといわれる。バルボアパークは市に働きかけて公園化を実現したもので、彼女はその後、圃場のために1892年に都市公園と呼ばれていた土地を市と契約を交わしリースした。この特権のために、彼女は公園で百年の木を植え、街中で植えるため300以上の木を提供。1902年に彼女は友人ジョージマーストンとメアリー・B. Coulstonと公園向上委員会の形成に尽力。作品は、社会の生活の中で公園の場所を確保するになる。
1940年3月に死去。 彼女はバルボアパークの母と呼ばれるようになり、公園内に彼女の銅像が1998年に建てられた。